# Katie Gillou
Catherine Marie Blanche „Katie” Gillou (Fenwick) (Párizs, 1887. február 19. – Párizs, 1964. február 16.) francia teniszezőnő, olimpikon.
Részt vett az 1900. évi nyári olimpiai játékokon Párizsban és teniszben indult, a vegyes párosban. Párja a szintén francia Pierre Verdé-Delisle volt. Az 5. helyen zártak. 13 évesen és 137 naposan a legfiatalabb induló volt az olimpián.
A korai években összesen négyszer nyerte meg a Roland Garros női egyes döntőjét (1904, 1905, 1906, 1908). 1903-ban kikapott a döntőben Adine Massontól.